# Camp de Nexon
Le camp d'internement de Nexon est un ancien camp d'internement français situé sur le territoire de la commune de Nexon dans la Haute-Vienne. Fonctionnel de 1940 à 1945, il compte un maximum de 845 détenus et 173 gardiens. Il n'en demeure aucun vestige.

## Historique
Le 12 novembre 1938, le gouvernement Daladier publie un décret prévoyant la création de centres spéciaux pour l'internement des « étrangers indésirables ».

### Un camp pour les prisonniers politiques
Le centre de séjour surveillé de Nexon est achevé dans le courant de 1940 et fonctionne jusqu'en 1945. Il est tout d'abord destiné à accueillir des réfugiés espagnols. En novembre 1940, il interne des prisonniers politiques. Proche des camps de Saint-Germain-les-Belles et Saint-Paul-d'Eyjeaux, il prend place comme eux dans les emprises vides des villages édifiés à la hâte au début de la guerre pour accueillir les réfugiés des zones de combat du Nord-Est de la France. 
Il interne également des Tsiganes. En effet, à partir du décret-loi du 6 avril 1940 d'Albert Lebrun, les "nomades" de France, (qu'ils soient mineurs où majeurs, en témoigne Eugène Fauveau), sont internés "politique" avec l'argumentaire semblable à celui du IIIe Reich en pays occupés de "risque d'espionnage",.( ex : Hinrich Lohse en Lettonie)  (Voir : Porajmos).
Situé près de la gare ferroviaire, à l'écart du bourg, il est composé de dix-sept baraques entourées de fils de fer barbelés et des chevaux de frise et surveillées par quatre miradors. Il peut accueillir jusque 1 600 prisonniers : opposants politiques (communistes, syndicalistes…), Juifs.
En mars 1941, un certain nombre d'« indésirables » sont acheminés à Port-Vendres et de là en Afrique du Nord.
À la suite de la dissolution du camp de Gurs, en novembre 1943, les internés de ce camp sont transférés à Nexon. La présence parmi eux du dessinateur Raoul Nobilos permet de connaître aujourd'hui des témoignages artistiques de la détention.

### Un camp d'internement pour les Juifs étrangers
Les Juifs étrangers arrêtés dans la région de Limoges par la police et la gendarmerie française sur ordre du gouvernement de Vichy sont internés à Nexon. C'est de là qu'ils sont transférés au camp de Drancy, puis déportés vers les camps d'extermination, Auschwitz-Birkenau et Treblinka particulièrement.
Le 29 août 1942, 450 Juifs dont 68 enfants de la région de Limoges sont arrêtés et internés à Nexon. Ils sont ensuite livrés aux Allemands et déportés à Auschwitz. Des Juifs âgés évacués du camp du Récébédou, près de Toulouse, sont transférés au camp de Nexon. 
Les conditions de vie au camp de Nexon sont difficiles ; bon nombre d'internés souffrent d'un manque d'hygiène et de malnutrition.

### Fermeture
Le 11 juin 1944, le camp est attaqué par les résistants des Forces françaises libres menés par Georges Guingouin. Cette opération permet l'évasion de 54 détenus, tandis que les autres prisonniers sont transférés par la Milice à Limoges sous le commandemement de Jean de Vaugelas et Jean Filiol pour les interrogatoires. Le camp ferme définitivement en 1945.
Il ne subsiste aucune trace du camp, dont l'emprise est occupée par un lotissement. Une stèle en rappelle le souvenir.